# Khutwajabdi
Khutwajabdi (en népalais : खुटवाजब्दी) est un comité de développement villageois du Népal situé dans le district de Bara. Au recensement de 2011, il comptait 4 737 habitants.